# Horatio Peak
Der Horatio Peak ist ein 628 m hoher Berg an der Nordküste Südgeorgiens. Er ragt als einer der Henriksen Peaks westlich des Coronda Peak zwischen dem Leith Harbor und der Hercules Bay auf.
Das UK Antarctic Place-Names Committee benannte ihn 2013. Namensgeber ist das Fabrikschiff SS Horatio, das im März 1916 in Brand geraten und in der Stromness Bay gesunken war.